# بطولة مونتي كارلو للماسترز 2016
بطولة مونتي كارلو للماسترز 2016 هي بطولة كرة مضرب للرجال المُحترفين. وهي النُسخة 32 من البطولة التي تُقام في مونت كارلو في موناكو. تُصنف ضِمن دورات الماسترز 1000 نقطة لمُسابقة الرجال.

## الجوائز المالية والنُقاط

### توزيع النقاط
| المُسابقة    | البطل | الوصيف | نصف النهائي | ربع النهائي | دور الـ16 | دور الـ32 | دور الـ64 | Q  | Q2 | Q1 |
| فردي الرجال | 1,000 | 600    | 360         | 180         | 90        | 45        | 10        | 25 | 16 | 0  |
| زوجي الرجال | 1,000 | 600    | 360         | 180         | 90        | 45        | 0         | —  | —  | —  |

### الجوائز المالية
مجموع الجوائز المالية لسنة 2015 وصلت لـ 3,748,925 €.

## النتائج

### الفردي
- رافاييل نادال هزم.  غاييل مونفيس، 7–5, 5–7, 6–0

### الزوجي
- بيار هوغو هربرت /  نيكولا مايو هزموا.  جايمي موري /  برونو سواريز، 4–6, 6–0, [10–6]